# Waldemar Pabst

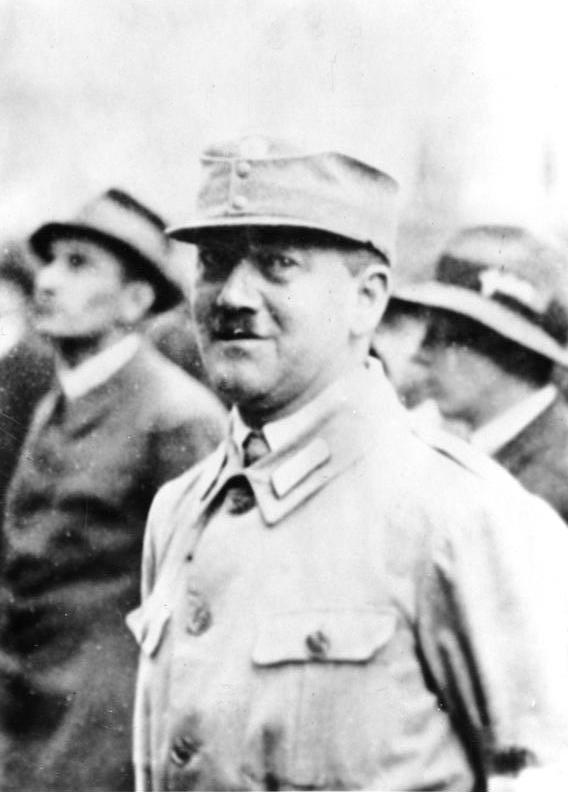
Waldemar Pabst, wohl beim Aufmarsch der Heimwehr und des Schutzbundes in Wiener Neustadt am 7. Oktober 1928

Ernst Julius Waldemar Pabst (* 24. Dezember 1880 in Berlin; † 29. Mai 1970 in Düsseldorf) war ein deutscher Offizier und Waffenhändler. Nach dem Ersten Weltkrieg war er Erster Generalstabsoffizier der Garde-Kavallerie-Schützen-Division (GKSD). Er veranlasste im Rahmen des Januaraufstands die Ermordung von Rosa Luxemburg und Karl Liebknecht als Vorsitzende der kurz zuvor gegründeten KPD. Pabst nahm mit der GKSD maßgeblich am Kapp-Putsch teil. Zeitlebens arbeitete er an Schnittstellen zwischen der jeweiligen deutschen Armee, rechten politischen Organisationen und Rüstungsindustrie.

## Leben

### Jugend und Ausbildung
Pabst wurde als Sohn von Arthur Pabst, Direktor des Kunstgewerbe- und des Historischen Museums Köln, und dessen Frau Margarethe, geb. Lemonius, in Berlin geboren. Er besuchte die Preußische Hauptkadettenanstalt, wobei er eine lebenslange Freundschaft mit einem anderen Kadett, dem späteren Reichskanzler Franz von Papen, schloss. Pabst gehörte zu den besten Kadetten seines Jahrgangs, 1899 wurde er Fähnrich, 1900 Leutnant und Zugführer im Infanterie-Regiment von Winterfeldt Nr. 23 in Schlesien. 1907–1910 besuchte Pabst die Kriegsakademie in Berlin und schloss mit „vorzüglich“ ab. 1910 wurde er Oberleutnant. Es folgte 1911–1913 der Dienst im Großen Generalstab, danach ein Kommando in seinem Regiment. Dort wurde er 1914 zum Hauptmann befördert. Zum Beginn des Ersten Weltkrieges war Pabst als Generalstabsoffizier der 12. Division in Belgien aktiv und diente von nun an ständig in höheren Stäben, so während der Schlacht von Verdun 1916 im Stab des V. Reserve-Korps unter General der Infanterie Erich von Gündell. Pabst erzählte später von einer Episode, in welcher der General Gündell den Befehl für einen weiteren Angriff verweigerte, da dieser sinnlos gewesen sei. Laut ihm war dies ein Beleg dafür, dass in der Deutschen Armee selbständiges Denken und Handeln durchaus erwünscht gewesen sei. Weiter verglich er dieses Handeln, Ende der 1940er Jahre, mit jenem der Generäle der Wehrmacht. So hätten diese die Pflicht gehabt, bei verbrecherischen Befehlen den Gehorsam zu verweigern. Hauptmann Pabst war 1916–1918 Erster Generalstabsoffizier der 7. Reserve-Division, somit faktisch der Stellvertreter des Kommandeurs Generalleutnant Bogislav Friedrich von Schwerin. Anfang 1918 war er in selbiger Funktion Teil der Garde-Kavallerie-Schützen-Division, welcher der Obersten Heeresleitung direkt unterstellt war und als Elite-Division für den Kampf an der Westfront galt. Sein Vorgesetzter war der Generalleutnant Heinrich von Hofmann, von Pabst als „tapfer, ritterlich und großzügig“ beschrieben. Dieser war jedoch herzkrank, weswegen Pabst die Division (später das Garde-Kavallerie-Schützen-Korps) faktisch selbständig führte. Hofmann deckte fortan alle Handlungen Pabsts.

### Ermordung Karl Liebknechts und Rosa Luxemburgs
Nach dem Ersten Weltkrieg und dem Sturz der deutschen Monarchie in der Novemberrevolution von 1918 war Pabst im Januar 1919 als Erster Generalstabsoffizier der Garde-Kavallerie-Schützen-Division (GKSD), ein regulärer Großverband der preußischen Armee, aus dem sich später Freikorps rekrutierten, an der Niederschlagung des sogenannten Spartakusaufstands beteiligt. Nach Ende der Kämpfe wurden am Abend des 15. Januar 1919 Karl Liebknecht und Rosa Luxemburg, die Anführer des Spartakusbundes und führende Gründungsmitglieder der aus ihm hervorgegangenen KPD, von der Wilmersdorfer Bürgerwehr in ihrem Versteck gefangen genommen und ins Eden-Hotel gebracht, wo sie Pabst übergeben wurden. Der Fall hat sich danach wie folgt abgespielt: Nachdem Liebknecht und Luxemburg in seiner Hand waren, befahl der Hauptmann seinem Adjutant Heinz von Pflugk-Harttung, einen Trupp Freiwillige der Marineoffiziers-Eskadron unter Kapitänleutnant Horst von Pflugk-Harttung zusammenzustellen. Pabst rief dann den Volksbeauftragten Gustav Noske an, dem damals die Regierungstruppen unterstanden, und bat um den Erschießungsbefehl. Laut Pabsts unveröffentlichten Memoiren hätte Noske diesen Befehl gerne gegeben, doch fürchtete er, die Partei würde daran zerbrechen, so soll er indirekt befohlen haben, der Hauptmann müsse „selbst verantworten, was zu tun sei“. In selbigen Aufzeichnungen erläuterte Pabst auch seine (und laut ihm auch Noskes) Gedankengänge hinter den folgenden Morden. Deutschland sei wegen Liebknecht und Luxemburg ins Chaos und in den Bürgerkrieg gerutscht. Damit Deutschland zur Ruhe kommt und weiteres Blutvergießen verhindert wird, müssten die beiden Politiker weg. Pabst verwies hierbei auf Lenin, unter dessen Führung die Bolschewisten Russland im Bürgerkrieg verwüsten würden. Um Deutschland dieses Schicksal zu ersparen, müssten Liebknecht und Luxemburg weg, so zumindest der Rechtfertigungsversuch von Pabst. Die Morde wurden nach Pabsts Plan von den Männern der Marineoffiziers-Eskadron ausgeführt. Ein Kommando unter Kapitänleutnant von Pflugk-Harttung sollte Liebknecht nach Moabit transportieren, doch mussten sie wegen einer „Panne“ im Tiergarten halten. Der Politiker wurde dann „auf der Flucht erschossen“. Luxemburg sollte vom Trupp unter Oberleutnant Kurt Vogel abtransportiert werden, wobei ein „Unbekannter“ (Leutnant Hermann Souchon) aufs Trittbrett des Wagens sprang, sie erschoss und flüchtete. Oberleutnant Vogel warf die Leiche, gegen den Befehl von Pabst, in den Landwehrkanal. Im Vorfeld der Morde kam es bereits zu Gewaltszenen, so hatte (unabhängig von Pabst) ein Stabsmitglied der Garde-Kavallerie-Schützen-Division, Hauptmann Petri, einem Soldat namens Otto Runge Geld geboten, damit dieser mit dem Gewehrkolben auf die beiden Spartakistenführer einschlägt. Runge verwundete sowohl Liebknecht als auch Luxemburg, wobei letztere kaum noch bei Bewusstsein war. Ein Gerichtsurteil gab es nicht; Pabst meinte im Spiegel vom 18. April 1962, er habe sie „richten lassen“.
Nach dem Tod von Waldemar Pabst wurde in seinem Nachlass die Abschrift eines Briefes aus dem Jahr 1969 gefunden, in dem es heißt:

„Daß ich die Aktion ohne Zustimmung Noskes gar nicht durchführen konnte – mit Ebert im Hintergrund – und auch meine Offiziere schützen mußte, ist klar. Aber nur ganz wenige Menschen haben begriffen, warum ich nie vernommen oder unter Anklage gestellt worden bin. Ich habe als Kavalier das Verhalten der damaligen SPD damit quittiert, daß ich 50 Jahre lang das Maul gehalten habe über unsere Zusammenarbeit.“

Doch schon im Spiegel-Interview von 1962 erklärte er, sowohl Noske als auch Generalleutnant Heinrich von Hofmann seien mit seiner Tat einverstanden gewesen („Er hat mir gedankt“, so Pabst über Hofmann).

### Politische und berufliche Aktivität

#### Putschversuch im Juli 1919
Im Sommer 1919 umfasste das maßgeblich von Pabst auf- und ausgebaute Garde-Kavallerie-Schützen-Korps (GKSK) drei Divisionen mit zusammen 40.000 Mann. Kommandierender General war weiterhin Generalleutnant von Hofmann. Mit diesen Truppen ging Pabst Ende Juni auf Befehl der Regierung gegen einen Generalstreik der Eisenbahner im Großraum Berlin vor, der am 24. Juni begonnen hatte. Noske hatte den Streik am 25. Juni verboten und in einem Erlass mit der „Anwendung von Waffengewalt“ sowie der Verhaftung der Streikführer gedroht. Diese Aktion stieß erstmals auf den offenen Widerspruch zahlreicher sozialdemokratischer Parteifunktionäre und Gewerkschafter, woraufhin Noske, der eine Parteikrise befürchtete, anordnete, die Truppen zurückzuziehen. Pabst warf Noske daraufhin vor, letztlich doch nur „Parteimann“ zu sein. Pabst wollte nun mit der Regierung, die ihm zu weich erschien, „Schluss machen“ und plante den Umsturz. Pabst fand mit diesem Vorhaben bei der Generalität, die wegen des unkalkulierbaren Risikos eines in diesem Fall zu erwartenden Generalstreiks vor einem unverhüllten Militärputsch zurückschreckte, zwar Sympathie, aber keine Unterstützung. Wilhelm Groener hielt am 9. Juli 1919 in einer Tagebuchnotiz Pabsts „törichte Ideen“ fest und urteilte, dass dieser „komplett größenwahnsinnig“ geworden sei.
Trotz des Disputs über den Einsatz von Truppen blieb Pabst Noske weiterhin verbunden. So bot er an, ihn mit seiner Truppe zu unterstützen, wenn er sich zum Militärdiktator aufschwingen würde. Jedoch lehnte Noske ab. Dagegen konnte Pabst die Offiziere des GKSK, die im Falle der Umsetzung des am 28. Juni unterzeichneten Versailler Vertrages mit dem Verlust ihrer Dienststellungen rechnen mussten, für sein Vorhaben gewinnen. Dieser Kreis verständigte sich am 12. Juli darauf, die Regierung ab- und ein „Direktorium“ einzusetzen, war aber bereit, Reichspräsident Ebert als Staatsoberhaupt im Amt zu belassen. Pabst bereitete mehrere Erlasse vor, durch die unter anderem Streiks verboten und Widerstandshandlungen aller Art, darunter das Abreißen von plakatierten Bekanntmachungen der neuen Regierung, mit der Todesstrafe belegt werden sollten.
Am 21. Juli setzte Pabst Einheiten des GKSK nach Berlin in Marsch. Als Vorwand für die Besetzung der Stadt sollte eine am selben Tag stattfindende Großdemonstration der USPD dienen. Durch das Eingreifen der Generale Lüttwitz und Maercker wurde das Unternehmen abgebrochen, als einzelne Verbände bereits die Berliner Vororte erreicht hatten. Dieser „Pabst-Putsch“ wurde erfolgreich vertuscht und blieb der Öffentlichkeit gänzlich verborgen. Pabst wurde weder straf- noch dienstrechtlich zur Verantwortung gezogen, sondern lediglich „in Urlaub geschickt“. Eine angebotene Stabsverwendung in Münster oder Stuttgart lehnte er ab und erhielt im Dezember 1919 den erbetenen Abschied, ohne allerdings wie üblich den Charakter als Major erhalten zu haben.

#### Weimarer Republik und Heimwehr
Nach seinem Ausscheiden aus der Reichswehr begann sich Pabst aktiv politisch zu betätigen. So wurde Ende Oktober 1919 die Nationale Vereinigung gegründet, deren Hauptgeschäftsführer Pabst war. Ziel dieser Organisation war es, jene Verbände zu vernetzen, die in Opposition zur Weimarer Regierung standen. So existierten Kontakte zur Führung von DNVP und DVP, zu ehemaligen Freikorpsführern, Unternehmen, rechtsnationalen Zeitungen, Reichswehr und weiteren Organisationen. Die Führung setzte sich zusammen aus dem Generallandschaftsdirektor Kapp, General Lüttwitz, General a. D. Ludendorff, Oberst a. D. Bauer und Hauptmann Pabst. Ziel war von Anfang an der Umsturz, doch über die Pläne für die Zeit danach waren sich die Verschwörer unsicher. Kapp, Ludendorff und Bauer wollten die gewaltsame Änderung der Verfassung. Bauer war, was dem „Antikommunist“ Pabst nicht gefiel, sogar an einer Allianz mit den Linksradikalen gegen die Weimarer Republik interessiert. Lüttwitz und Pabst waren in ihren Forderungen „moderater“. Mittels eines Umsturzes sollte die ungeliebte Regierung beseitigt werden. Es sollte ein Kabinett von Fachmännern statt Parteipolitikern etabliert werden. Schließlich sollten Neuwahlen stattfinden, bei denen man sich den Sieg der Rechtsparteien erhoffte. Pabst plante sogar, Mitglieder der SPD, Noske, Severing und Südekum, für die Bewegung zu gewinnen.
Schlussendlich begann der Kapp-Lüttwitz-Putsch 1920 frühzeitig, nachdem die für den Putsch bestimmte Truppe, die Marinebrigade Ehrhardt, aufgelöst werden sollte. Nach dem Beginn des Umsturzversuches wurde Pabst von Lüttwitz zum Major ernannt. Er war nun während des Putsches der „engste Mitarbeiter“ des Generals, koordinierte, ohne ein offizielles Amt innezuhaben, die Truppen der Putschisten und verhandelte mit den Vertretern der legitimen Regierung. Nachdem der Putsch infolge der Verweigerung von Militärs und Beamten, sowie eines politischen Generalstreikes, gescheitert war, setzte er sich ins Innsbrucker Exil ab. Bei seiner Verfolgung nach dem Putsch wurde Pabst von Fritz Grünspach verteidigt. Dieser war auch schon der Verteidiger aller Angeklagten im Liebknecht- und Luxemburg-Prozess.
In Österreich betätigte sich Pabst in der Heimwehr, einer paramilitärischen Formation der rechten Bewegung. Der Tiroler Landesverband stand unter Führung des christlich-sozialen Politikers Richard Steidle, welcher den ehemaligen preußischen Offizier 1921 zu seinem Stabsleiter ernannte. Pabst organisierte in Tirol wieder eine Truppe in Größe einer Division, ganze 12.000 Mann, wobei er mit der Organisation Escherich hinsichtlich der Bewaffnung seiner Miliz zusammenarbeitete. Nach dem gescheiterten Hitler-Ludendorff-Putsch von 1923 empfing Pabst auch den verletzten Putschisten Hermann Göring und versorgte ihn mit Geld. Göring sollte später für Pabst ein wichtiger Kontaktmann sein. Doch auch innerhalb der Regierung der Weimarer Republik blieb Pabst vernetzt. So setzte sich Gustav Stresemann, welcher bereits seit 1918/19 mit ihm zusammengearbeitet hatte, für eine Amnestie ein, die ihm 1925 auch gewährt wurde. Danach war Pabst als gut dotierter Agent des Außenministers in Österreich tätig.
Nachdem sich die verschiedenen Landesverbände 1927 zu einer Dachorganisation, dem „Bund der österreichischen Selbstschutzverbände“, zusammengeschlossen hatten, wurde Steidler deren Bundesführer, Bundesstabsleiter wurde Pabst. Er prahlte später in seinen Memoiren, dass er zu diesem Zeitpunkt 150.000 Mann unter Waffen zur Verfügung gehabt hätte. Pabst knüpfte in dieser Zeit eine enge Freundschaft mit deren Finanzier, dem „Patronenkönig“ Fritz Mandl. In dieser Rolle wurde Pabst auch von verschiedenen deutschen Großindustriellen finanziert, wie beispielsweise Hugo Stinnes, Ottmar E. Strauss und Otto Wolff. Gleichzeitig arbeitete er zusammen mit dem faschistischen Italien, das er mehrfach besuchte. Er spielte eine entscheidende Rolle bei der Unterdrückung des sich aus dem Wiener Justizpalastbrand ergebenden Generalstreiks.

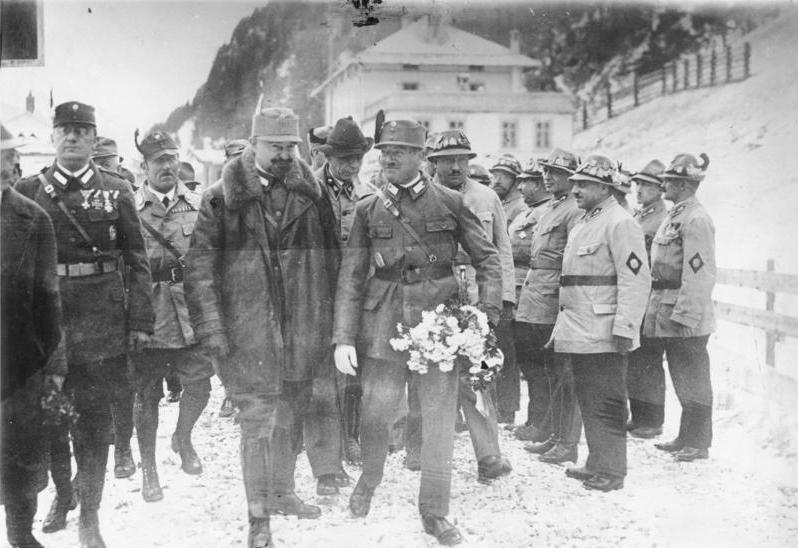
Rückkehr Pabsts (mit Blumenstrauß) aus Italien nach Österreich (ca. 1930)

Schließlich entwickelte Pabst seine Idee einer „Weißen Internationale“, einer Allianz der antibolschewistischen und antiliberalen Nationen, wobei Deutschland, Italien, Österreich und Ungarn beteiligt werden sollten.
Waldemar Pabst wurde im Jahre 1930 aus Österreich ausgewiesen, pendelte aber eine Zeit lang weiter zwischen Österreich und Deutschland und ließ sich erst 1931 in Berlin nieder. Er erhielt, dank seiner Kontakte in Politik, Geheimdienst, Militär und Industrie, im selben Jahr eine Stelle als Direktor bei Rheinmetall. 1931 bat Adolf Hitler Pabst auf den Obersalzberg, um ihn zu seinem „politischen Organisationschef“ zu machen. Pabst kam Hitlers Wunsch nicht nach, da er sich als „Konservativer“ sah und Hitler in seinen Augen ein „Sozialist“ war. Er entschied sich dafür, sich auf den österreichischen Theoretiker des Ständestaates Othmar Spann und den italienischen Faschismus zu berufen, von dem er mehr als von der NSDAP hielt.
In diesem Zeitraum fungierte er auch als informeller Botschafter der Heimwehr in Berlin. Mit Fritz Mandl organisierte er eine gemeinsame Sitzung des Heimwehr-Chefs Starhemberg und verschiedener Mitglieder der Harzburger Front, Hitler eingeschlossen. Bei einem damaligen Besuch in Wien befürwortete er eine konterrevolutionäre Regierung in Österreich, die die wirtschaftliche Zusammenarbeit mit Italien und Ungarn verstärken sollte, um eine Achse Wien-Budapest-Rom auf die Beine zu stellen.
Die wichtigste Aktivität in der Zeit zwischen 1931 und 1933 war die Gründung und Geschäftsführung der Gesellschaft zum Studium des Faschismus, mit der Pabst einen elitären politischen Klub ins Leben rief, der sich der Schaffung einer Diktatur nach italienischem Vorbild widmete. Hier konnte er neben Göring auch weitere Nationalsozialisten wie Walther Funk und Hans Frank mit Vertretern der DNVP, des Stahlhelms und führenden Wirtschaftsverbänden zusammenbringen. Mit der Schaffung eines diktatorischen Regimes stand Pabst ganz im Sinne der Zeit, so war der Autoritarismus im Aufwind. Bei der Reichstagswahl 1932 erhielten die antidemokratischen Kräfte in Deutschland erstmals die Mehrheit. Doch auch in anderen europäischen Ländern (UdSSR, Italien, Portugal, Spanien, Ungarn, Polen, Lettland, Estland, Litauen u. a.) waren Diktatoren an der Macht.

#### Nationalsozialismus
Im 3. Reich war Pabst weiterhin als Direktor Rheinmetalls aktiv. Pabst wurde beim sogenannten „Röhm-Putsch“ verhaftet, wurde jedoch dank der zahlreichen Bemühungen alter Freunde wie Canaris und von Mitgliedern der Gesellschaft zum Studium des Faschismus, die sich für ihn einsetzten, nach sechs Wochen entlassen. Vor allem durch die Hilfe Görings konnte Pabst sogar eine schriftliche Rehabilitation erreichen.
Pabst widmete sich nach der „Säuberung“ der SA immer weniger direkten politischen Aktivitäten und, zusammen mit Hans Eltze, immer intensiver dem Waffenexport. Im Juni 1938 arbeitete er mit General Georg Thomas im Wehrwirtschafts- und Rüstungsamt.
Mit Beginn des Zweiten Weltkrieges 1939 wurde er als Major eingezogen und war Erster Generalstabsoffizier des General Georg Thomas. Doch bereits 1940 wurde er wieder entlassen, eigenen Angaben zufolge, weil er ein Staatsfeind gewesen sei. Mit einer sechsstelligen Abfindungssumme, welche Pabst von Rheinmetall-Borsig erhielt, kaufte er 75 % der Auslandshandel GmbH. Diese nutzte er, um aus der Schweiz und anderen neutralen Ländern Rüstungsgüter und Maschinen für die Wehrmacht zu besorgen. Drei Jahre später wanderte Pabst aus Furcht vor einer Verhaftung durch die Gestapo in die Schweiz aus, wo er gleichzeitig Wirtschaftsspionage im Auftrag der deutschen Abwehr trieb und in Kontakt mit dem OSS-Topagenten in Genf und späteren CIA-Chef Allen Dulles stand.
In der Schweiz kümmerte er sich um die Waffenfabrik Solothurn, die in den späten 1920er Jahren von Eltze und Mandl gegründet worden war. Die Fabrik sollte weltweit Waffen im Auftrag und Besitz der Rheinmetall exportieren, solange die Bestimmungen des Versailler Vertrages dies verhinderten. Allerdings ging Eltze 1933 nach Deutschland und Mandl 1938 nach Argentinien. Beide nutzten Pabst als Vertrauensperson, die sich um die Geschäfte in Solothurn kümmerte.
Nach eigenen Angaben vermittelte sein Unternehmen der Schweizer Industrie zu Kriegszeiten Aufträge im Wert von 12 Millionen Franken, wobei sein Unternehmen 4 % Provisionen erhielt. Nach seinem im Jahre 1942 aufgesetzten Testament hatte er allein 120.000 Reichsmark an Geldvermögen, nicht einbezogen Immobilien, Schmuck und Wertpapiere.

#### Westdeutschland
Erst 1955 kehrte Pabst nach Düsseldorf zurück, wo er noch lange Zeit Waffengeschäfte tätigte. In der Nachkriegszeit genoss er gelegentlich den Schutz des Bundeswehr-Obersten Achim Oster, des Sohns seines von der Gestapo hingerichteten Freundes General Hans Oster. Im Bulletin des Presse- und Informationsamtes der Bundesregierung vom 8. Februar 1962 wurde die Ermordung von Liebknecht und Luxemburg als „standrechtliche Erschießung“ bezeichnet. Ferner hieß es darin, Pabst habe diese veranlasst, um „den Bürgerkrieg zu beenden und Deutschland vor dem Kommunismus“ zu retten. Er starb im Jahre 1970 in Düsseldorf. Sein Nachlass befindet sich im Bundesarchiv.

## Privates
Pabst war seit 1919 mit seiner Frau Helma, geb. Corneli († 1945), verheiratet und heiratete 1955 Franziska, geb. Kottig. Beide Ehen waren kinderlos.